# Évariste Prat
Évariste Marius Fernand Prat, född 7 januari 1904 i Val-des-Prés, Hautes-Alpes, död 10 oktober 1970 i La Tronche, Isère, var en fransk längdskidåkare som tävlade under 1920-talet. Vid olympiska vinterspelen i Sankt Moritz bröt han femmilen.